# 象印歌のタイトルマッチ
『象印歌のタイトルマッチ』（ぞうじるしうたのタイトルマッチ）は、NETテレビ（現・テレビ朝日）系列局ほかで放送されていたNETテレビ制作の歌謡番組である。象印マホービンの一社提供。制作局のNETテレビでは1960年7月3日から1967年1月1日まで、毎週日曜 19:30 - 20:00 （日本標準時）に放送。

## 概要
視聴者参加型の歌合戦番組である。
1964年に海外旅行自由化となり、これを機に、優勝賞品にKLMオランダ航空で行くヨーロッパ周遊旅行が付くようになった。
歌合戦以外にも、番組内にはものまねの勝ち抜きコーナーもあり、これに10週勝ち抜くと、こちらでも海外旅行などの賞品が贈られた。
スポンサーの象印マホービンは、この番組の放送開始から『象印ニュースクイズ パンドラタイムス』が終了する1995年3月19日まで34年9か月にわたってNETテレビ→テレビ朝日日曜19時台後半の番組を提供し続けた。後番組は同じく象印提供の『象印スターものまね大合戦』。
象印の社名及び提供クレジットの体裁は、番組開始から1961年11月19日放送分までは「協和魔法瓶工業」、1961年11月26日放送分から番組終了までは「象印マホービン」となった。

## 出演者

### 司会
- ロイ・ジェームス

### アシスタント
- 藤堂セツ子
- ほか

### 審査員
- 徳川夢声
- 服部良一
- 藤浦洸
- 淡谷のり子
- 安藤鶴夫
- 大久保怜
- 渡辺美佐
- 前田武彦
- 古関裕而
- 内海重典
- ほか

## ネット局
| 放送対象地域 | 放送局       | 備考 |
| ------------ | ------------ | --- |
| 関東広域圏   | NETテレビ    | 制作局 現・テレビ朝日 |
| 北海道       | 札幌テレビ   | 1961年8月6日から1966年2月27日まで、 開始当初は日曜 12:45 - 13:15、 1963年1月3日 - 1965年1月7日は木曜 18:15 - 18:45、 1965年1月17日 - 1966年2月27日は日曜 10:00 - 10:30にて放送。 |
| 北海道       | 北海道放送   | 1966年3月6日から1967年1月8日まで、日曜 10:00 - 10:30にて放送。 |
| 青森県       | 青森放送     | |
| 岩手県       | 岩手放送     | 現・IBC岩手放送 |
| 宮城県       | 東北放送     | |
| 秋田県       | 秋田放送     | |
| 山形県       | 山形放送     | |
| 福島県       | 福島テレビ   | |
| 山梨県       | 山梨放送     | |
| 新潟県       | 新潟放送     | |
| 長野県       | 信越放送     | |
| 静岡県       | 静岡放送     | |
| 富山県       | 北日本放送   | 1967年1月8日まで日曜 10:00 - 10:30にて放送 |
| 石川県       | 北陸放送     | 1967年1月8日まで日曜 10:00 - 10:30にて放送 |
| 福井県       | 福井放送     | 1967年1月8日まで日曜 10:00 - 10:30にて放送 |
| 中京広域圏   | 中部日本放送 | 現・CBCテレビ 1961年10月7日から1962年3月17日まで、土曜 17:45 - 18:15にて放送。 1962年3月25日よりサービス放送中の名古屋テレビに移行。                                             |
| 中京広域圏   | 名古屋テレビ | |
| 近畿広域圏   | 毎日放送     | |
| 鳥取県       | 日本海テレビ | 当時の放送エリアは鳥取県のみ |
| 岡山県       | 山陽放送     | 現・RSK山陽放送 当時の放送エリアは岡山県のみ |
| 広島県       | 中国放送     | |
| 山口県       | 山口放送     | |
| 徳島県       | 四国放送     | |
| 香川県       | 西日本放送   | 当時の放送エリアは香川県のみ |
| 愛媛県       | 南海放送     | |
| 高知県       | 高知放送     | |
| 福岡県       | 九州朝日放送 | |
| 長崎県       | 長崎放送     | |
| 熊本県       | 熊本放送     | |
| 大分県       | 大分放送     | |
| 宮崎県       | 宮崎放送     | |
| 鹿児島県     | 南日本放送   | |
| 琉球政府     | 琉球放送     | 当時は米国の施政下 |